# فلورنت شاگنو
فلورنت شاگنو (انگلیسی: Florent Chaigneau؛ زادهٔ ۲۱ مارس ۱۹۸۴) بازیکن فوتبال اهل فرانسه است.
از باشگاه‌هایی که در آن بازی کرده‌است می‌توان به باشگاه فوتبال رن، باشگاه فوتبال لوریان، و باشگاه فوتبال برایتون اند هوو آلبیون اشاره کرد.